# Maryana Marrash
Maryana Marrash (in arabo مريانا مراش‎?, Maryānā Marrāsh; Aleppo, 1848 – Aleppo, 1919) è stata una scrittrice, poetessa e giornalista siriana, esponente della Nahda.

## Biografia
Maryana Marrash nacque ad Aleppo nel 1848, nell'allora Siria ottomana, da un'antica famiglia mercantile cristiana di confessione melchita e con spiccati interessi letterari. Pur essendosi arricchita nel XVII secolo, conquistando una posizione privilegiata ad Aleppo, la famiglia Marrash dovette affrontare varie difficoltà, tra queste la morte di Butrus Marrash, ucciso in occasione di uno scontro tra cattolici e ortodossi nel 1818, e l'esilio del prete Jibrail Marrash. Il padre di Maryana, Fathallah, tentò di mettere freno ai conflitti settari tra le due comunità, scrivendo un trattato nel quale rigettò la Filioque. Il padre realizzò una vasta biblioteca privata in modo da assicurare ai tre figli Francis, Abdallah e Maryana un'educazione completa, in particolare per quanto riguardava la lingua e la letteratura araba. La madre di Maryana era della famiglia al-Antaki, imparentata con l'arcivescovo Demetrius Antachi.
Aleppo costituiva un importante centro intellettuale dell'Impero ottomano, dove una folta serie di pensatori e scrittori sviluppava la cultura araba. I giovani Marrash studiarono varie lingue, tra le quali l'arabo, il francese, l'italiano e l'inglese. Garantendo una formazione scolastica alla figlia, i genitori di Maryana sfidarono solide norme sociali che precludevano alle donne l'istruzione. All'età di cinque anni Maryana fu iscritta a una scuola maronita. Fu poi educata dalle suore di St. Joseph ad Aleppo e proseguì successivamente gli studi in una scuola inglese di Beirut. Aldilà della formazione scolastica, Maryana fu notevolmente esposta alla cultura francese e anglosassone, venendo assistita dalla famiglia, in particolare per quanto riguardava la letteratura araba. Eccelse in particolare nella lingua araba e francese, in matematica e nelle arti del qanun e del canto. In seguito alla morte della madre sposò Habib Ghadban, di una locale famiglia cristiana. La coppia ebbe un figlio maschio e due femmine.

## Carriera letteraria

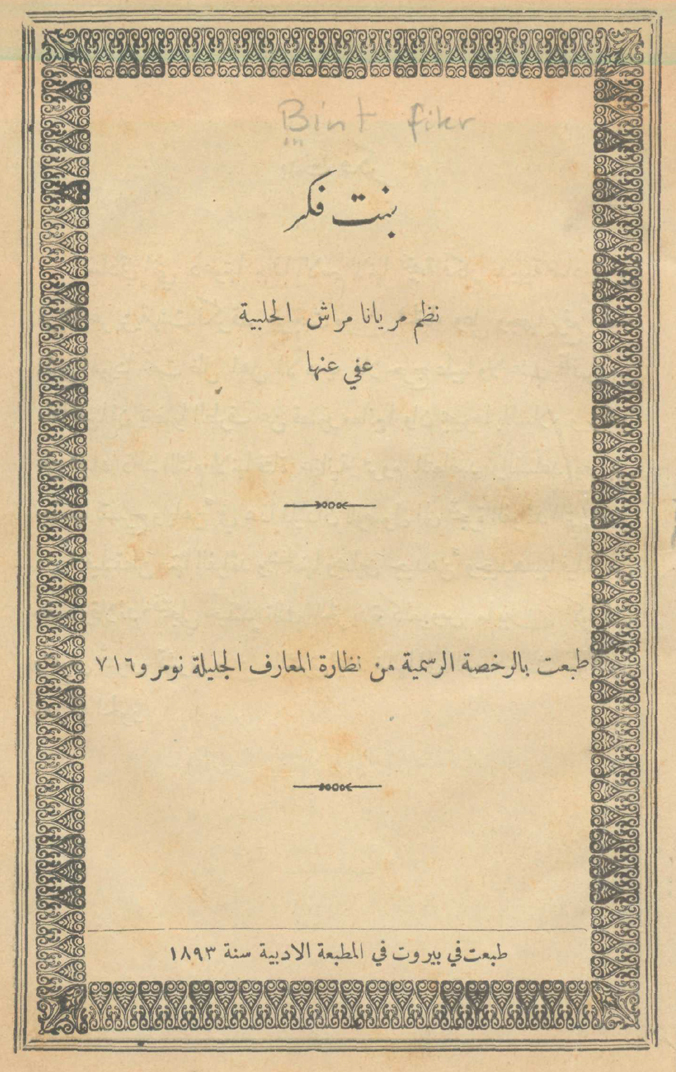
Pagina di Bint fikr

A partire dal 1870, Marrash cominciò a contribuire a giornali quali Al-Jinan e Lisan al-hal, entrambi con sede a Beirut. Nei suoi articoli criticò la condizione delle donne arabe, esortandole, indipendentemente dalle loro affiliazioni religiose, a impegnarsi nel conseguire un'istruzione e ad esprimersi sulle questioni che le riguardavano.
La sua raccolta di poesie Bint fikr venne pubblicata a Beirut nel 1893; il permesso di stampa fu garantito a Marrash dalle autorità ottomane dopo che ella compose un poema che esaltò il sultano Abdul Hamid II. La raccolta incluse vari altri panegirici celebranti i governatori ottomani di Aleppo. Rispetto a quella del fratello Francis la poesia di Maryana si caratterizzava per uno stile più tradizionale. Maryana scrisse poi [Tarikh] [Suriya] al-hadith, incentrato sulla storia della siria ottomana e rappresentante il primo libro del suo genere.

## Opere
- Bint fikr (1893)
- [Tārīkh] [Sūriyā] al-ḥadīth